# Kornutki
Kornutki (Eucerini) – plemię pszczół z rodziny pszczołowatych i podrodziny pszczoły właściwych.
U pszczół tych głaszczki wargowe mają człony pierwszy i drugi długie i spłaszczone; z wyjątkiem Eucerinoda są razem tak długie jak przyjęzyczek. U samców czułki są zwykle wydłużone. Przednie skrzydła mają znacznie mniejszą od komórki marginalnej pterostygmę i co najmniej dwie komórki submarginalne. Długość płata jugalnego w skrzydłach tylnej pary wynosi nie mniej niż połowę długości ich wachlarza. U nasady goleni, przynajmniej u samic, występują płytkowate wyrostki.
Należą tu rodzaje:

- Agapanthinus LaBerge, 1957
- Alloscirtetica Holmberg, 1909
- Canephorula Jörgensen, 1909
- Cemolobus Robertson, 1902
- Cubitalia Friese, 1911
- Eucera Scopoli, 1770 – kornutka[2]
- Eucerinoda Michener & Moure, 1957
- Florilegus Robertson, 1900
- Gaesischia Michener, LaBerge & Moure, 1955
- Gaesochira Moure & Michener, 1955
- Hamatothrix Urban, 1989
- Lophothygater Moure & Michener, 1955
- Martinapis Cockerell, 1929
- Melissodes Latreille, 1829
- Melissoptila Holmberg, 1884
- Micronychapis Moure & Michener, 1955
- Mirnapis Urban, 1998
- Notolonia Popov, 1962
- Pachysvastra Moure & Michener, 1955
- Peponapis Robertson, 1902
- Platysvastra Moure, 1967
- Santiago Urban, 1989
- Simanthedon Zavortink, 1975
- Svastra Holmberg, 1884
- Svastrides Michener, LaBerge & Moure, 1955
- Svastrina Moure & Michener, 1955
- Syntrichalonia LaBerge, 1957
- Tetralonia Spinola, 1839 – rozrożka[2]
- Tetraloniella Ashmead, 1899
- Thygater Holmberg, 1884
- Trichocerapis Cockerell, 1904
- Ulugombakia Baker, 2003
- Xenoglossa Smith, 1854